# 京包線
京包線（けいほうせん）は、中華人民共和国の国鉄鉄道路線。北京市と内モンゴル自治区包頭市を連絡する。全長は842kmで、中国人によって建設された最初の本格的な鉄道路線でもある。

## 概要

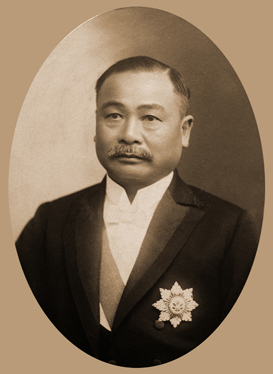
詹天佑

清国政府は北京から張家口に至る京張鉄道を計画するも、戦略的に重要な路線だった為、イギリス、ロシアが鉄道敷設権を希望、清国による建設に反対したが、自国の鉄道技師による予備測量後、北京北郊の山岳地帯での敷設が困難と判断、そそくさと退散してしまった。この為自国資本での建設を決定、詹天佑が主任設計士に就任し建設が開始された。詹天佑は3本の予定経路の内、一番低予算で建設可能な経路を選択した（計画放棄された物の内の一つは後に豊沙線として開業する）。1905年（光緒31年）工事開始、4年後の1909年（宣統元年）8月11日に張家口 - 豊台が完成、10月2日に開業した。施工期間が計画より2年短縮できた為、建設費を35万両（テール）節約できたという。
北京から北西方向への重要路線であったが、建設費低減を重視して建設された為燕山山脈附近にある33.7‰の急勾配や青龍橋駅のスイッチバックが隘路となり、マレー式機関車を投入するなどしたが根本的な解決にはならず、1952年から前述の豊沙線が建設され、沙城 - 豊台は裏街道的な存在となってしまった。また、青龍橋の次駅である八達嶺は八達嶺長城の最寄り駅となっている。

## 歴史
- 1905年（光緒31年）：工事開始
- 1909年（宣統元年）8月11日：張家口 - 豊台間完成
- 同年10月2日：開業。
- 1921年（民国10年）5月1日：張家口 - 帰綏（現：フフホト）間延伸開業。平綏線と改称。
- 1923年（民国12年）：帰綏 - 沼潭（現：包頭）間延伸開業。京包線と改称。
- 1956年：張家口駅を経由せず、ショートカットする為、張家口南駅（現：張家口駅）が開業。
- 1958年：広安門 - 西直門（現：北京北）間（9km）廃止。
- 2008年8月6日：北京北駅 - 延慶で北京市郊外鉄道S2線が開業。

## 接続路線
- 沙河駅：北京北西環状線
- 昌平駅：京通線
- 康庄駅：康延支線
- 沙城駅：豊沙線、沙蔚線
- 大同駅：同蒲線、大秦線、雲崗支線
- 集寧南駅：集通線、集二線、集張線
- 包頭東駅：包石線
- 包頭駅：包蘭線、包神線、包西線、包白線

## 主要駅一覧
北京北駅 - 沙城駅 - 宣化駅 - 張家口駅 - 大同駅 - 集寧南駅 - フフホト駅 - 包頭東駅 - 包頭駅